# 纳赛尔医院
纳赛尔医院又稱纳赛尔医疗综合体，是位於加沙地带南部汗尤尼斯的一家医院。
截至2024年2月18日，該醫院已不再運作。 在加薩戰爭期間，納賽爾醫院是加薩走廊南部汗尤尼斯最後幾家仍在運作的醫院之一，也是整個加薩最後幾家仍在運作的醫院之一。

## 歷史
在阿拉伯聯合共和國佔領加沙地帶期间，埃及当局于1957年开始修建纳赛尔医院，该医院的原址是20世纪40年代巴勒斯坦託管地政府建立的医院。纳赛尔医院于1960年开业，並且以埃及总统贾迈勒·阿卜杜-纳赛尔的名字命名。
1972年，医院暫時閉門改造，而且將床位数量扩大一倍。医院于1974年2月重新开放。 1984年12月，以色列佔領当局关闭了该医院的骨科科室，并将该医院的骨科科室劃給希法医院。 
2024年2月18日，受以色列影響，納賽爾醫院完全停止運作。